# Daphnia schodleri
Daphnia schodleri är en kräftdjursart som beskrevs av Georg Ossian Sars 1862. Daphnia schodleri ingår i släktet Daphnia och familjen Daphniidae. Inga underarter finns listade i Catalogue of Life.